# Bercsényifalva
Bercsényifalva (más néven Dubrinics, ukránul: Дубриничі [Dubrinicsi], 1995-ig Дубринич [Dubrinics]) település Ukrajnában, Kárpátalján, az Ungvári járásban.

## Fekvése
Perecsenytől északra, az Ung-folyó partján, Drugetháza és Mércse közt fekvő település.

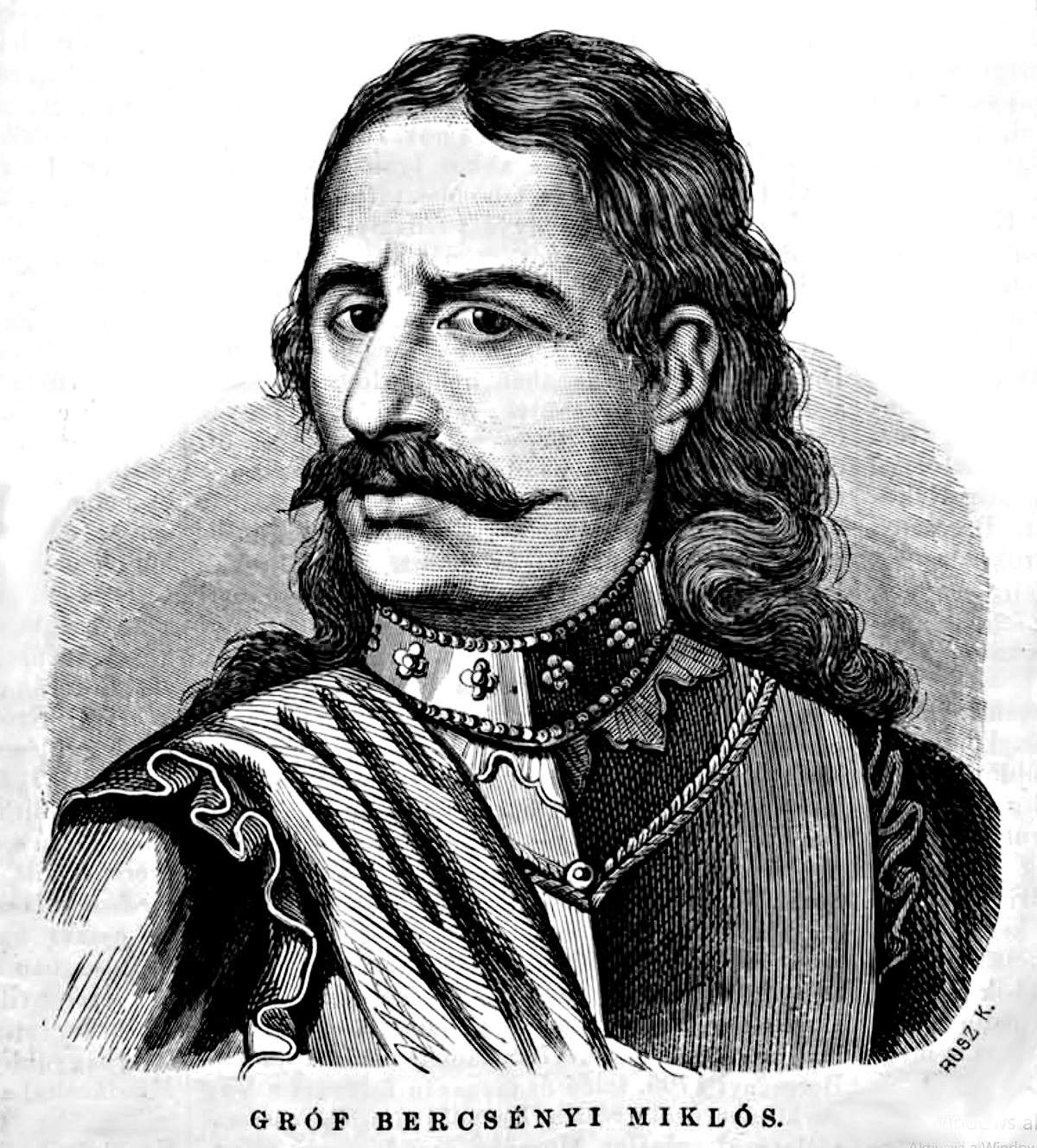
Bercsényi Miklós, a település névadója

## Története
A falu a 14. század elején települt. Első írásos említése 1332-ből származik, „Dobronch” néven. Az 1631-es urbárium csak ruszin nevű lakosokat említ.
A 18. század végén Vályi András így ír róla: „DUBRINITS. vagy Dubrintsi. Tót falu Ungvár Vármegyében, földes ura a’ Királyi Kamara, lakosai ó hitűek, fekszik Ung vize mellett, Ungvártól három mértföldnyire, határja gazdag, ’s nevezetes vagyonnyaihoz képest, első Osztálybéli.”
Fényes Elek 1851-ben kiadott geográfiai szótárában így ír a faluról: „Dubrinics, Ungh v. orosz falu, Ungvárhoz éjszakra 4 órányira, az Ungh mellett: 18 romai, 723 g. kath., 22 zsidó lak. Gör. kath. paroch. templom. Nevezetes az itt talált agyag, mellyet porczelán-gyárakba, többek közt Bécsbe is hordanak. F. u. a kamara.”
Az országos helységnévrendezés során nevét 1903-ban Döbrönyre akarták változtatni, de ezt sem a község, sem a hivatal nem támogatta, ezért egykori birtokosáról, Bercsényi Miklósról 1904-ben a „Bercsényifalva” nevet kapta.
A trianoni béke előtt Ung vármegye Perecsenyi járásához tartozott. Az első világháborút követően a mesterségesen létrehozott Csehszlovákiához csatolták, majd 1938-tól ismét Magyarországhoz tartozott 1944 őszéig, amikor a szovjet csapatok megszállták.
Ennek következtében 1945-ben az Ukrán Szovjet Szocialista Köztársaság, s ezzel együtt a Szovjetunió részévé vált. 1991 óta a független Ukrajna része.

## Népessége
1910-ben 1513 lakosából 182 magyar, 49 német, 9 szlovák, 1266 ruszin anyanyelvű volt; vallását tekintve pedig 98 római katolikus, 1258 görögkatolikus, 43 református, 18 evangélikus és 103 izraelita.

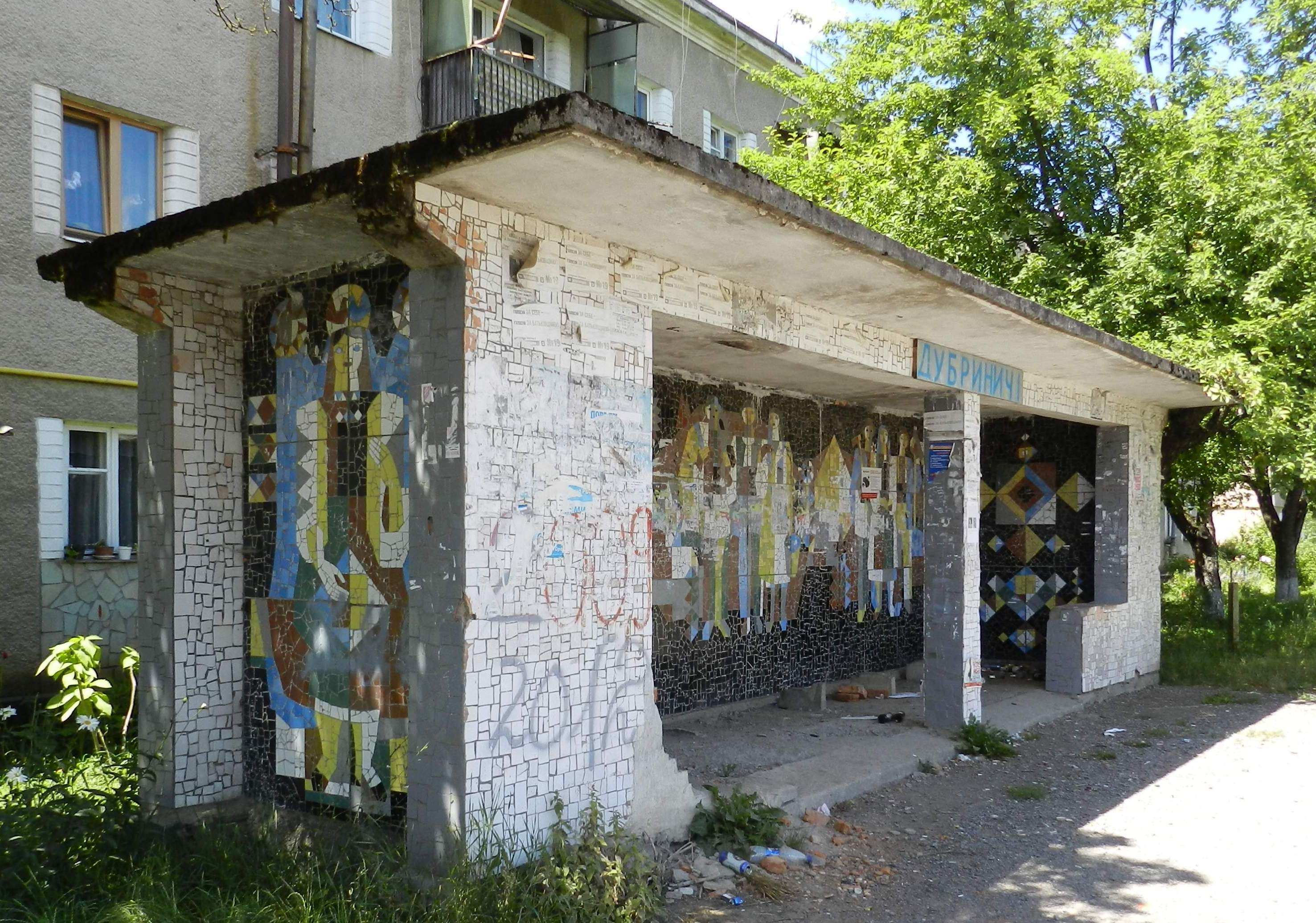
Bercsényifalva autóbusz-megálló

| 1910 | 1 513 |
| 2001 | 2 141 |

A népesség anyanyelv szerinti megoszlása a teljes népesség %-ában (2001)

## Közlekedés
A települést érinti a Csap–Ungvár–Szambir–Lviv-vasútvonal.

## Nevezetességek
- Görögkatolikus temploma
- Művésztelep